# Vermelho de fenol
Vermelho de fenol ou vermelho fenol (também conhecido como fenolsulfonftaleína ou PSP, do inglês phenolsulfonphthalein) é um indicador de pH que é frequentemente usado em laboratórios de biologia celular.

## Estrutura química e propriedades
Vermelho fenol é um cristal vermelho que é estável ao ar. Sua solubilidade é de 0.77 gramas por litro (g/L) em água e 2.9 g/L em etanol. É levemente ácido com pKa = 8.00 a 20 °C.
A solução de vermelho fenol é usada como um indicador de pH: sua cor exibe uma gradual transição do amarelo ao vermelho na faixa de pH entre 6.6 e 8.0. Acima de pH 8.1, vermelho fenol vira em uma cor rosa brilhante (magenta).
Esta mudança de cor observada é porque o vermelho de fenol perde prótons (e muda de cor) a medida que o pH aumenta. Na forma cristalina, e em solução sob condições muito ácidas (baixo pH), o composto existe como um íon dipolar (zwitterion) como na estrutura mostrada acima, com o grupo sulfato negativamente carregado, e o grupo carbonila carregando um próton adicional. Esta forma é algumas vezes simbolicamente escrita como H2+PS− e é laranja-avermelhado. Se o pH é aumentado, o próton desse grupo carbonila carregado é perdido (pKa1 = 1,2), resultando na forma negativamente carregada de coloração amarela HPS−. Em pH ainda mais alto, os grupos hidroxila fenólicos perdem seus prótons (pKa2 = 7.7), resultando na forma de coloração vermelha PS2−.
Em diversas fontes, a estrutura do vermelho de fenol é mostrada com o átomo de enxofre sendo parte de um grupo cíclico, similar a estrutura de fenolftaleína. Entretanto, esta estrutura cíclica não é confirmada por cristalografia de raios X.
Alguns indicadores compartilham uma estrutura similar ao vermelho de fenol, incluindo azul de bromotimol, azul de timol, púrpura de bromocresol, timolftaleína, e fenolftaleína. (Uma tabela de outros indicadores de pH e seus intervalos de virada é encontrado no verbete sobre indicadores de pH.)

## Teste fenolsulfonftaleína
Vermelho de fenol foi usado no teste fenolsulfonftaleína, também conhecido como teste PSP. Este teste foi usado para estimar o fluxo sanguíneo total através dos rins e é agora obsoleto.
O teste é baseado no fato que o vermelho de fenol é excretado quase inteiramente na urina. Pela medição da quantidade de vermelho de fenol excretado colorimetricamente, a função dos rins pode ser determinada. A solução de vermelho de fenol é administrada intravenosamente, toda a urina produzida é coletada e o vermelho de fenol presente determinado.

## Indicador para cultura de células
O vermelho de fenol pode ser usado como indicador da presença de células produtas de ácidos, mudando de cor para amarelo devido a presença dos compostos ácidos produzidos por tais células.

## Uso emkitsde testes de piscina
Vermelho de fenol, algumas vezes etiquetado com um nome diferente, tal como "Guardex Solution #2", é usado como um indicador de pH em kits de testes para piscinas domésticas e até de maior escala.